# Robert Howard Jr.
Robert Paul Howard Jr. (* 19. října 1997 Gary) je americký basketbalista, hrající na pozici pivota.

## Klubová kariéra
Než hrál univerzitní ligu NCAA za tým illinoisko-chicagské univerzity UIC Flames, odehrál 31 zápasů v dresu Shawnee College. Celou sezonu 2019/20 zmeškal kvůli zranění.

### Unger Steel Gunners Oberwart
Mezi lety 2021–2023 hrál v rakouském Oberwart Gunners. V sezoně 2022/23 pomohl týmu k bronzu v tamní lize a semifinále v poháru.

### BK Patrioti Levice
Dne 16. července 2023 podepsal smlouvu v Patriotech Levice. Byl jednou z opor týmu, který ovládl domácí soutěž. Za 41 odehraných utkáních nahrál 564 bodů.

### BK Opava
V červenci 2024 přestoupil do Opavy. Za své výkony obdržel ocenění hráče měsíce února 2025. Po brzkém konci v play-off s Olomouckem bylo v květnu 2025 oznámeno, že dres Opavy v další sezoně neoblékne.

## Statistiky
K 7. květnu 2025.
| Sezóna  | Tým                | Soutěž               | Odehrané minuty | Průměr na zápas | Body | Průměr na zápas |
| ------- | ------------------ | -------------------- | --------------- | --------------- | ---- | --------------- |
| 2018/19 | UIC Flames         | NCAA Division I      | 562             | 18.7            | 187  | 6.2             |
| 2019/20 | UIC Flames         | NCAA Division I      | -               | -               | -    | -               |
| 2020/21 | UIC Flames         | NCAA Division I      | 365             | 20.3            | 156  | 8.7             |
| 2021/22 | Oberwart Gunners   | Basketball Superliga | 658.5           | 21.9            | 261  | 8.7             |
| 2022/23 | Oberwart Gunners   | Basketball Superliga | 936.8           | 27.6            | 366  | 10.8            |
| 2022/23 | Oberwart Gunners   | Alpe Adria Cup       | 113.9           | 22.8            | 44   | 8.8             |
| 2023/24 | BK Patrioti Levice | Tipos SBL            | 1024.7          | 25              | 564  | 13.8            |
| 2023/24 | BK Patrioti Levice | Evropský pohár FIBA  | 140.5           | 23.4            | 43   | 7.2             |
| 2024/25 | BK Opava           | Kooperativa NBL      | 926             | 22.6            | 539  | 12.9            |
| 2024/25 | BK Opava           | ENBL                 | 218             | 27.3            | 119  | 14.9            |